# Giro del Delfinato 2007
Il Giro del Delfinato 2007, cinquantanovesima edizione della corsa e valevole come prova del circuito UCI ProTour 2007, si svolse in sette tappe precedute da un cronoprologo iniziale dal 10 al 17 giugno 2007, per un percorso totale di 1096,1 km fra le città di Grenoble e Annecy, lungo un tracciato assai montagnoso in mezzo alle Alpi. Vide l'affermazione finale del francese Christophe Moreau, alla seconda vittoria, dopo il successo del 2001.

## Tappe
| Tappa  | Data      | Percorso                                | km      | Vincitore di tappa  | Leader cl. generale |
| ------ | --------- | --------------------------------------- | ------- | ------------------- | ------------------- |
| Prol.  | 10 giugno | Grenoble (cron. individuale)            | 4,2     | Bradley Wiggins     | Bradley Wiggins     |
| 1ª     | 11 giugno | Grenoble > Roanne                       | 219     | Heinrich Haussler   | Bradley Wiggins     |
| 2ª     | 12 giugno | Saint-Paul-en-Jarez > Saint-Étienne     | 157     | Christophe Moreau   | Christophe Moreau   |
| 3ª     | 13 giugno | Anneyron > Anneyron (cron. individuale) | 40,7    | Aleksandr Vinokurov | Aleksandr Vinokurov |
| 4ª     | 14 giugno | Hauterives > Mont Ventoux               | 197     | Christophe Moreau   | Andrej Kašečkin     |
| 5ª     | 15 giugno | Nyons > Digne-les-Bains                 | 195     | Antonio Colom       | Andrej Kašečkin     |
| 6ª     | 16 giugno | Gap > Valloire                          | 198     | Maksim Iglinskij    | Christophe Moreau   |
| 7ª     | 17 giugno | Valloire > Annecy                       | 129     | Aleksandr Vinokurov | Christophe Moreau   |
| Totale | Totale    | Totale                                  | 1 096,1 |                     |                     |

## Squadre e corridori partecipanti
| N.    | Cod. | Squadra              |
| ----- | ---- | -------------------- |
| 1-8   | DSC  | Discovery Channel    |
| 11-18 | A2R  | AG2R Prévoyance      |
| 21-28 | GST  | Team Gerolsteiner    |
| 31-38 | RAB  | Rabobank             |
| 41-48 | GCE  | Caisse d'Epargne     |
| 51-58 | SDV  | Saunier Duval-Prodir |
| 61-68 | C.A  | Crédit Agricole      |
| 71-78 | AST  | Astana               |
| 81-88 | COF  | Cofidis              |
| 91-98 | PRL  | Predictor-Lotto      |

| N.      | Cod. | Squadra            |
| ------- | ---- | ------------------ |
| 101-108 | CSC  | Team CSC           |
| 111-118 | FDJ  | Française des Jeux |
| 121-127 | TMO  | T-Mobile Team      |
| 131-138 | LIQ  | Liquigas           |
| 141-148 | EUS  | Euskaltel-Euskadi  |
| 151-159 | QST  | Quick Step         |
| 161-166 | LAM  | Lampre-Fondital    |
| 171-178 | BTL  | Bouygues Télécom   |
| 181-188 | MRM  | Team Milram        |

## Dettagli delle tappe

### Prologo
- 10 giugno: Grenoble – Cronometro individuale – 4,2 km

Risultati
| Pos. | Corridore       | Squadra       | Tempo   |
| ---- | --------------- | ------------- | ------- |
| 1    | Bradley Wiggins | Cofidis       | 4'50"42 |
| 2    | Levi Leipheimer | Discovery Ch. | a 1"45  |
| 3    | Andrej Kašečkin | Astana        | a 1"88  |

| Pos. | Corridore       | Squadra       | Tempo |
| ---- | --------------- | ------------- | ----- |
| 1    | Bradley Wiggins | Cofidis       | 4'50" |
| 2    | Levi Leipheimer | Discovery Ch. | a 1"  |
| 3    | Andrej Kašečkin | Astana        | a 2"  |

### 1ª tappa
- 11 giugno: Grenoble > Roanne – 219 km

Risultati
| Pos. | Corridore         | Squadra      | Tempo    |
| ---- | ----------------- | ------------ | -------- |
| 1    | Heinrich Haussler | Gerolsteiner | 5h35'05" |
| 2    | Tom Boonen        | Quick Step   | s.t.     |
| 3    | Graeme Brown      | Rabobank     | s.t.     |

| Pos. | Corridore       | Squadra       | Tempo    |
| ---- | --------------- | ------------- | -------- |
| 1    | Bradley Wiggins | Cofidis       | 5h39'55" |
| 2    | Levi Leipheimer | Discovery Ch. | a 1"     |
| 3    | Andrej Kašečkin | Astana        | a 2"     |

### 2ª tappa
- 12 giugno: Saint-Paul-en-Jarez > Saint-Étienne – 157 km

Risultati
| Pos. | Corridore            | Squadra      | Tempo    |
| ---- | -------------------- | ------------ | -------- |
| 1    | Christophe Moreau    | AG2R Prév.   | 3h50'38" |
| 2    | José Antonio Redondo | Astana       | s.t.     |
| 3    | Alejandro Valverde   | C. d'Epargne | a 33"    |

| Pos. | Corridore            | Squadra    | Tempo    |
| ---- | -------------------- | ---------- | -------- |
| 1    | Christophe Moreau    | AG2R Prév. | 9h30'42" |
| 2    | José Antonio Redondo | Astana     | a 7"     |
| 3    | Bradley Wiggins      | Cofidis    | a 24"    |

### 3ª tappa
- 13 giugno: Anneyron > Anneyron – Cronometro individuale – 40,7 km

Risultati
| Pos. | Corridore           | Squadra  | Tempo    |
| ---- | ------------------- | -------- | -------- |
| 1    | Aleksandr Vinokurov | Astana   | 52'08"95 |
| 2    | Andrej Kašečkin     | Astana   | a 8"45   |
| 3    | David Zabriskie     | Team CSC | a 37"38  |

| Pos. | Corridore           | Squadra  | Tempo     |
| ---- | ------------------- | -------- | --------- |
| 1    | Aleksandr Vinokurov | Astana   | 10.23'23" |
| 2    | Andrej Kašečkin     | Astana   | a 2"      |
| 3    | David Zabriskie     | Team CSC | a 32"     |

### 4ª tappa
- 14 giugno: Hauterives > Mont Ventoux – 197 km

Risultati
| Pos. | Corridore         | Squadra    | Tempo    |
| ---- | ----------------- | ---------- | -------- |
| 1    | Christophe Moreau | AG2R Prév. | 5h51'52" |
| 2    | Sylwester Szmyd   | Lampre     | a 1'08"  |
| 3    | Igor Antón        | Euskaltel  | a 1'21"  |

| Pos. | Corridore         | Squadra    | Tempo     |
| ---- | ----------------- | ---------- | --------- |
| 1    | Andrej Kašečkin   | Astana     | 16h17'21" |
| 2    | Christophe Moreau | AG2R Prév. | a 14"     |
| 3    | Denis Men'šov     | Rabobank   | a 25"     |

### 5ª tappa
- 15 giugno: Nyons > Digne-les-Bains – 195 km

Risultati
| Pos. | Corridore           | Squadra | Tempo    |
| ---- | ------------------- | ------- | -------- |
| 1    | Antonio Colom       | Astana  | 4h39'28" |
| 2    | Aleksandr Vinokurov | Astana  | s.t.     |
| 3    | Leonardo Duque      | Cofidis | a 15"    |

| Pos. | Corridore         | Squadra    | Tempo     |
| ---- | ----------------- | ---------- | --------- |
| 1    | Andrej Kašečkin   | Astana     | 21h00'16" |
| 2    | Christophe Moreau | AG2R Prév. | a 14"     |
| 3    | Denis Men'šov     | Rabobank   | a 25"     |

### 6ª tappa
- 16 giugno: Gap > Valloire – 198 km

Risultati
| Pos. | Corridore         | Squadra         | Tempo    |
| ---- | ----------------- | --------------- | -------- |
| 1    | Maksim Iglinskij  | Astana          | 5h51'32" |
| 2    | Aleksandr Bočarov | Crédit Agricole | a 51"    |
| 3    | Pierrick Fédrigo  | Bouygues Tel.   | s.t.     |

| Pos. | Corridore         | Squadra    | Tempo     |
| ---- | ----------------- | ---------- | --------- |
| 1    | Christophe Moreau | AG2R Prév. | 26h54'25" |
| 2    | Cadel Evans       | Predictor  | a 14"     |
| 3    | Andrej Kašečkin   | Astana     | a 1'27"   |

### 7ª tappa
- 17 giugno: Valloire > Annecy – 129 km

Risultati
| Pos. | Corridore           | Squadra      | Tempo    |
| ---- | ------------------- | ------------ | -------- |
| 1    | Aleksandr Vinokurov | Astana       | 2h55'33" |
| 2    | Óscar Pereiro       | C. d'Epargne | a 37"    |
| 3    | Cadel Evans         | Predictor    | s.t.     |

| Pos. | Corridore         | Squadra    | Tempo     |
| ---- | ----------------- | ---------- | --------- |
| 1    | Christophe Moreau | AG2R Prév. | 29h50'35" |
| 2    | Cadel Evans       | Predictor  | a 14"     |
| 3    | Andrej Kašečkin   | Astana     | a 1'27"   |

## Evoluzione delle classifiche
| Tappa              | Vincitore           | Classifica generale Maglia gialla | Classifica scalatori Maglia a pois | Classifica combinata Maglia azzurra | Classifica a punti Maglia verde | Classifica per squadra |
| ------------------ | ------------------- | --------------------------------- | ---------------------------------- | ----------------------------------- | ------------------------------- | ---------------------- |
| Prol.              | Bradley Wiggins     | Bradley Wiggins                   | Sylvain Chavanel                   | Bradley Wiggins                     | Bradley Wiggins                 | Discovery Channel      |
| 1ª                 | Heinrich Haussler   | Bradley Wiggins                   | Sylvain Chavanel                   | Bradley Wiggins                     | Tom Boonen                      | Discovery Channel      |
| 2ª                 | Christophe Moreau   | Christophe Moreau                 | Sylvain Chavanel                   | Christophe Moreau                   | Heinrich Haussler               | Astana                 |
| 3ª                 | Aleksandr Vinokurov | Aleksandr Vinokurov               | Sylvain Chavanel                   | Andrej Kašečkin                     | Heinrich Haussler               | Astana                 |
| 4ª                 | Christophe Moreau   | Andrej Kašečkin                   | Christophe Moreau                  | Christophe Moreau                   | Christophe Moreau               | Team CSC               |
| 5ª                 | Antonio Colom       | Andrej Kašečkin                   | Christophe Moreau                  | Christophe Moreau                   | Christophe Moreau               | Discovery Channel      |
| 6ª                 | Maksim Iglinskij    | Christophe Moreau                 | Rémy Di Grégorio                   | Christophe Moreau                   | Christophe Moreau               | Discovery Channel      |
| 7ª                 | Aleksandr Vinokurov | Christophe Moreau                 | Rémy Di Grégorio                   | Christophe Moreau                   | Aleksandr Vinokurov             | Astana                 |
| Classifiche finali | Classifiche finali  | Christophe Moreau                 | Rémy Di Grégorio                   | Christophe Moreau                   | Aleksandr Vinokurov             | Astana                 |

## Classifiche finali

### Classifica generale - Maglia gialla
| Pos. | Corridore         | Squadra       | Tempo     |
| ---- | ----------------- | ------------- | --------- |
| 1    | Christophe Moreau | AG2R Prév.    | 29h50'35" |
| 2    | Cadel Evans       | Predictor     | a 14"     |
| 3    | Andrej Kašečkin   | Astana        | a 1'27"   |
| 4    | Denis Men'šov     | Rabobank      | a 1'52"   |
| 5    | David Zabriskie   | Team CSC      | a 2'16"   |
| 6    | Alberto Contador  | Discovery Ch. | a 4'24"   |
| 7    | Mikel Astarloza   | Euskaltel     | a 5'00"   |
| 8    | Manuel Beltrán    | Liquigas      | a 5'01"   |
| 9    | Tadej Valjavec    | Lampre        | a 5'17"   |
| 10   | Sylvain Chavanel  | Cofidis       | a 5'38"   |

### Classifica scalatori - Maglia a pois
| Pos. | Corridore         | Squadra         | Punti |
| ---- | ----------------- | --------------- | ----- |
| 1    | Rémy Di Grégorio  | F. des Jeux     | 126   |
| 2    | Morris Possoni    | Lampre          | 88    |
| 3    | Egoi Martínez     | Discovery Ch.   | 86    |
| 4    | Christophe Moreau | AG2R Prév.      | 73    |
| 5    | Aleksandr Bočarov | Crédit Agricole | 65    |

### Classifica combinata - Maglia azzurra
| Pos. | Corridore           | Squadra       | Punti |
| ---- | ------------------- | ------------- | ----- |
| 1    | Christophe Moreau   | AG2R Prév.    | 180   |
| 2    | Rémy Di Grégorio    | F. des Jeux   | 143   |
| 3    | Cadel Evans         | Predictor     | 126   |
| 4    | Aleksandr Vinokurov | Astana        | 120   |
| 5    | Egoi Martínez       | Discovery Ch. | 112   |

### Classifica a punti - Maglia verde
| Pos. | Corridore           | Squadra      | Punti |
| ---- | ------------------- | ------------ | ----- |
| 1    | Aleksandr Vinokurov | Astana       | 70    |
| 2    | Christophe Moreau   | AG2R Prév.   | 67    |
| 3    | Cadel Evans         | Predictor    | 49    |
| 4    | Andrej Kašečkin     | Astana       | 48    |
| 5    | Heinrich Haussler   | Gerolsteiner | 43    |

### Classifica squadre
| Pos. | Squadra           | Tempo     |
| ---- | ----------------- | --------- |
| 1    | Astana            | 89h44'17" |
| 2    | Discovery Channel | a 19"     |
| 3    | Euskaltel-Euskadi | a 4'36"   |
| 4    | AG2R Prévoyance   | a 7'04"   |
| 5    | Team CSC          | a 7'24""  |